# Cratere Roseau
Roseau  è un cratere sulla superficie di Marte.